# Non élucidé
Non élucidé est une émission de télévision française créée en 2008 par Arnaud Poivre d'Arvor et Sebastien Brunaud dont chaque épisode retrace l'une des grandes affaires criminelles françaises non élucidées. Diffusée irrégulièrement en seconde partie de soirée sur France 2, d'une durée d'environ 90 minutes, elle est présentée par Arnaud Poivre d'Arvor et Jean-Marc Bloch, ancien patron du Service régional de police judiciaire (SRPJ) de Versailles.
Le 22 mai 2015, France 2 annonce que l'émission n'est pas reconduite pour la rentrée 2015. L'émission est rediffusée sur RMC Découverte et sur RMC Story. Le 18 juin 2017, l'émission est exceptionnellement rediffusée sur France 2, le temps d'un numéro, à la suite des rebondissements de l'Affaire Grégory Villemin quelques jours plus tôt.
Cette émission a contribué à la résolution de l'affaire Jean Moritz et de l'affaire Stéphane Dieterich,.
À partir de septembre 2018, certains épisodes sont rediffusés sur RMC Story et mis à jour sous le titre Non élucidé - L'enquête continue. Ils reviennent sur certaines affaires qui ont été résolues depuis la 1re diffusion de l'émission (affaires Élodie Kulik et Christelle Blétry, les meurtres de la gare de Perpignan, affaires Jean Moritz et Stéphane Dieterich) ou pour lesquelles de nouveaux éléments sont apparus au cours des enquêtes.
Depuis 2019, l'émission est diffusée avec des nouveaux numéros inédits sur RMC Story. Pour ces épisodes, Negar Haeri avocate pénaliste au barreau de Paris est présente comme intervenante en complément de Jean-Marc Bloch.

## Concept
Le concept de l'émission repose sur une affaire racontée comme une véritable fiction policière, avec la présence des présentateurs sur les lieux où se sont déroulés les faits et l'enquête. Au fil de l'émission, les différentes étapes de l'enquête sont développées en les explicitant. Indirectement l'émission espère réveiller des témoignages susceptibles d'apporter des éléments nouveaux aux enquêteurs. Près d'une affaire sur trois est rouverte après la diffusion d'un Non élucidé à son sujet.
Les affaires Sabine Dumont et Cécile Bloch regroupent plusieurs affaires de crimes d'enfants non élucidées, dans l'affaire Bloch le même ADN a été retrouvé sur différents lieux de crimes, tandis que dans l'affaire Dumont, c'est le même mode opératoire de plusieurs enlèvements qui permet de faire le lien.

## Saisons

### Saison 1 (novembre 2008 et mars 2009)
- 1 - Affaire Jonathan Coulom : un enfant disparaît dans un centre de vacances à Saint-Brevin-les-Pins en Loire-Atlantique.

Date de début de l'affaire : 6-7 avril 2004, émission diffusée le 4 novembre.
- 2 - Affaire Christelle Blétry : une femme est retrouvée morte sur un chemin, de 123 coups de couteau, à Blanzy en Saône-et-Loire.

Date du début de l'affaire : 28 décembre 1996, émission diffusée le 31 mars.
Affaire résolue en 2014.

### Saison 2 (février à mai 2010)
- 3 - Affaire Marine Boisseranc : une étudiante en comptabilité est tuée de 12 coups de couteau dans le salon chez ses parents à Chazay-d'Azergues dans le Rhône.

Date de début de l'affaire : 11 octobre 2005, émission diffusée le 7 février. Rediffusée et mise à jour le 4 octobre 2018.
- 4 - Affaire Sabine Dumont : une fillette est enlevée à Bièvres, violée et tuée.

Date de début de l'affaire : 27 juin 1987, émission diffusée le 7 mars.
- 5 - Affaire Sylvain Alloard : un officier marinier supérieur est abattu de 2 balles sur son parking dans le 9e arrondissement de Marseille.

Date de début de l'affaire : 23 mars 1998, émission diffusée le 11 avril.
- 6 - Affaire Cécile Bloch : une fillette est violée et tuée dans le sous-sol du parking de son immeuble dans le 19e arrondissement de Paris.

Date de début de l'affaire : 5 mai 1986, émission diffusée le 9 mai.
Affaire résolue en septembre 2021, après le suicide de François Vérove dit « le grêlé ».

### Saison 3 (octobre 2011 et janvier 2012)
- 7- Affaire Francis Imbard : un patron d'une boîte de nuit parisienne et d'un restaurant est abattu d'une balle sur son palier dans le 16e arrondissement de Paris.

Date de début de l'affaire : 26 février 2003, émission diffusée le 2 octobre et rediffusée le 10 mars 2013.
- 8 - Affaire Élodie Kulik : une directrice de banque est violée, étranglée et partiellement brûlée sur un chemin communal à Tertry.

Date de début de l'affaire : 12 janvier 2002, émission diffusée le 9 octobre et rediffusée le 10 février 2013, complétée par de nouveaux éléments.
Affaire résolue depuis la première diffusion de l'émission.
- 9 - Affaire Patrice Baud : un neurologue est tué de deux coups de fusil de chasse dans la rue en sortant de son cabinet à Nemours en Seine-et-Marne.

Date de début de l'affaire : 13 mai 2003 vers 23 h 30, émission diffusée le 16 octobre.
- 10 - Affaire Belluardo-Chide : un couple d'acteurs est assassiné dans sa maison au Mans dans la Sarthe.

Date de début de l'affaire : 27 novembre 2004, émission diffusée le 23 octobre.
- 11 - Affaire Yves Godard : un médecin acupuncteur, sa seconde épouse et leurs deux enfants de Tilly-sur-Seulles disparaissent en mer.

Date de début de l'affaire : 1er septembre 1999, émission diffusée le 8 janvier et rediffusée le 31 août 2014.
- 12 - Affaire des disparues de Perpignan : quatre jeunes femmes disparaissent près de la gare de Perpignan.

Date de début de l'affaire : 24 septembre 1995, émission diffusée le 15 janvier.
Affaire partiellement résolue en 2014.
- 13 - Affaire Olivier Fargues : un étudiant est retrouvé mort dans un sac poubelle à Poitiers dans la Vienne.

Date de début de l'affaire : 3 mars 2004, émission diffusée le 22 janvier.
- 14 - Affaire Drouvin-Kubala : deux retraités sont retrouvés morts dans leurs jardin à Vernou-sur-Brenne en Indre-et-Loire.

Date de début de l'affaire : 9 août 2004, émission diffusée le 29 janvier.

### Saison 4 (janvier à mars 2013)
- 15 - Affaire Estelle Mouzin : une fillette est enlevée à Guermantes.

Date de début de l'affaire : 9 janvier 2003, émission diffusée le 6 janvier 2013 et rediffusée le 24 août.
Affaire résolue en 2023, la Cour d'Assise des Hauts-de-Seine ayant condamné Monique Olivier pour complicité de meurtre.
- 16 - Affaire Paquita Parra : une femme est retrouvée brûlée dans sa voiture à Angoulême.

Date de début de l'affaire : 4 décembre 1998, émission diffusée le 13 janvier et rediffusée le 13 juillet 2014.
- 17 - Affaire Picard-Creton : un colonel pharmacien chimiste en chef et un technicien à Océanopolis sont abattus devant un stand de tir à Brest.

Date de début de l'affaire : 13 octobre 1996, émission diffusée le 20 janvier et rediffusée le 20 juillet 2014.
- 18 - Affaire Stéphane Dieterich : un étudiant est tué de 11 coups de couteaux dans un bois à Cravanche.

Date de début de l'affaire : 5 juillet 1994, émission diffusée le 27 janvier et rediffusée le 10 août 2014.
Affaire résolue depuis la première diffusion de l'émission.
- 19 - Affaire Magalie Part : une employée de grande surface de bricolage est retrouvée dénudée et brûlée dans un bois à Vulbens.

Date de début de l'affaire : 27 mars 2001, émission diffusée le 3 février et rediffusée le 27 juillet 2014.
- 20 - Affaire Xavier Dupont de Ligonnès : une mère et ses quatre enfants sont retrouvés morts dans leur maison à Nantes. Le père est introuvable à ce jour.

Date de début de l'affaire : 21 avril 2011, émission diffusée le 17 février et rediffusée le 16 février 2014.
- 21 - Affaire Olivier Arnaud : un conseiller en recrutement est abattu de deux balles dans sa voiture à Chamalières.

Date de début de l'affaire : 2 avril 2008, émission diffusée le 24 février et rediffusée le 3 août 2014.
- 22 - Affaire Michèle Gillet : une femme est retrouvée morte sur sa terrasse à Lisle.

Date de début de l'affaire : 1er septembre 1998, émission diffusée le 3 mars et rediffusée le 17 août 2014.

### Saison 5 (janvier, février et juillet 2014)
- 23 - Affaire de la tuerie de Chevaline : trois membres d'une famille britannique et un cycliste français sont abattus sur une route forestière de Haute-Savoie.

Date du début de l'affaire : 5 septembre 2012, émission diffusée le 5 janvier.
- 24 - Affaire Patricia Bouchon : une secrétaire d'un cabinet d'avocats est violemment frappée et étranglée à Bouloc.

Date du début de l'affaire : 14 février 2011, émission diffusée le 12 janvier
Affaire Résolue en 2021 avec la Condamnation de Laurent Dejean à 20 ans de réclusion criminelle.
- 25 - Affaire Stéphane Kameugne : un étudiant est battu à mort et retrouvé dans le Nau, canal de Châlons-en-Champagne.

Date du début de l'affaire : 6 décembre 2008, émission diffusée le 19 janvier.
- 26 - Affaire Grégory Villemin : un enfant est retrouvé noyé dans la Vologne à Docelles.

Date du début de l'affaire : 16 octobre 1984, émission diffusée le 26 janvier. Rediffusée et mise à jour le 18 juin 2017.
- 27 - Affaire Jacques Heusèle : un assureur d'Arras est retrouvé immergé dans le canal de la Sambre en Belgique.

Date du début de l'affaire : 17 novembre 2008, émission diffusée le 2 février et rediffusée le 28 juin 2015.
- 28 - Affaire Christian Poucet : un homme d'affaires est abattu dans son bureau à Baillargues.

Date du début de l'affaire : 29 janvier 2001, émission diffusée le 9 février.
- 29 - Affaire Éric Calers : un ouvrier cristallier est abattu d'une balle dans le dos devant son domicile à Busnes.

Date du début de l'affaire : 2 novembre 2001, émission diffusée le 23 février,,.
- 30 - Affaire Christian Maréchal : le chef de la police municipale est tué de 18 coups de couteau dans l'entrée de son pavillon à Chambourcy.

Date du début de l'affaire : 21 mars 2007, émission diffusée le 6 juillet.

### Saison 6 (mai et juin 2015)
- 31 - Affaire Suzanne Viguier, l'inexplicable absence : une professeur de danse disparaît de son domicile à Toulouse.

Date du début de l'affaire : 27 février 2000, émission diffusée le 3 mai.
- 32 - Les derniers secrets de Francisco Benitez : Allison Benitez, candidate de Miss Roussillon et sa mère Marie-Josée disparaissent à Perpignan.

Date du début de l'affaire : 14 juillet 2013, émission diffusée le 10 mai.
- 33 - L'énigme de la mort du gendarme Jambert : un gendarme retraité ayant enquêté sur l'affaire des disparues de l'Yonne est découvert abattu de deux balles dans la tête dans son pavillon à Auxerre.

Date du début de l'affaire : 4 aout 1997, émission diffusée le 17 mai.
- 34 - Guet-apens au collège : Clément Roussenq est assassiné d'un coup de couteau sur le parking du collège Virebelle à La Ciotat dont il est le principal.

Date du début de l'affaire : 25 septembre 2003, émission diffusée le 24 mai.
- 35 - Le mystère de la femme découpée : Janine Sopka est découpée en morceaux repêchés dans des sacs poubelle dans le canal de l'Escaut.

Date du début de l'affaire : 26 février 2003, émission diffusée le 31 mai.
- 36 - Le destin brisé de Gaëlle Fosset : une étudiante est retrouvée tuée de 66 coups de couteau dans son pavillon de Saint-Germain-la-Campagne.

Date du début de l'affaire : 27 avril 2007, émission diffusée le 7 juin.
- 37 - Un mort dans les flammes : Jean Moritz artificier et commerçant de farces et attrapes est retrouvé tué dans son magasin incendié à Louvroil.

Date du début de l'affaire : 1er juin 2011, émission diffusée le 14 juin.
Affaire résolue depuis la première diffusion de l'émission.
- 38 - Meurtre sur l'A31 : Xavier Baligant, technicien de laboratoire pharmaceutique belge, est abattu de quatre balles de gros calibre dans la poitrine et dans la tête, devant l’entrée des toilettes de l'aire de repos de l’A31 à Colombey-les-Belles.

Date du début de l'affaire : 18 juillet 2011, émission diffusée le 21 juin.

### Saison 7 (janvier et février 2019)
- 39 - L'affaire Omar Raddad : une veuve fortunée est trouvée morte barricadée dans la cave de sa villa à Mougins dans les Alpes-Maritimes.

Date du début de l'affaire : 23 juin 1991, émission diffusée le 10 janvier.
- 40 - L'affaire Françoise Chabé : une secrétaire est trouvée étranglée avec un foulard, chez elle à Humbercourt.

Date du début de l'affaire : 26 février 2005, émission diffusée le 17 janvier.
- 41 - L'affaire Sylviane Kaas : une femme est abattue de trois balles et étranglée, chez elle à Anneville-Ambourville.

Date du début de l'affaire : 5 avril 1992, émission diffusée le 24 janvier.
- 42 - L'affaire Anaïs Marcelli : une fillette de 10 ans est enlevée à Mulhouse. Elle est trouvée morte asphyxiée le 21 avril 1991 au col de Bussang.

Date du début de l'affaire : 14 janvier 1991, émission diffusée le 31 janvier.
- 43 - L'affaire Richard Alessandri : Richard Alessandri est abattu d’une décharge de chevrotine à bout touchant dans son lit à Pernes-les-Fontaines.

Date du début de l'affaire : 17 juillet 2000, émission diffusée le 7 février.
Affaire résolue par la décision, en 2019, de la Commission d'instruction des demandes en révision et en réexamen de déclarer la requête d'Edwige Alessandri en révision de sa condamnation, irrecevable. Cette dernière ayant été condamnée définitivement en 2009 par la cour d'assises de Lyon.
- 44 - L'affaire Michèle Laforge (née Clériot, le 6 août 1948)  : Hervé Laforge, vétérinaire, trouve son épouse morte dans sa baignoire, un sèche-cheveux dans la main droite, 21 rue Ginoux à Paris, dans le 15e arrondissement.

Date du début de l'affaire : 13 décembre 2011, émission diffusée le 14 février.

### Saison 8 (janvier et février 2020)
- 45 - L'affaire Lucas Tronche : un adolescent de 15 ans disparaît dans l'après-midi à Bagnols-sur-Cèze, alors qu'il devait se rendre à un cours de natation.

Date du début de l'affaire : 18 mars 2015, émission diffusée le 2 janvier.
Affaire résolue par la découverte de son corps (à priori mort à la suite d'une chute accidentelle)
- 46 - L'affaire Marie-Michèle Calvez : une démarcheuse en épargne-prévoyance de 40 ans  est trouvée dans la nuit calcinée dans le coffre de sa voiture brulée près d'une usine désaffectée à Penmarch.

Date du début de l'affaire : 21 septembre 1994, émission diffusée le 9 janvier.
- 47- L'affaire Nadine Chabert : une employée dans une société de réinsertion de 34 ans ayant entamé une procédure de divorce disparaît à un rond-point à Fos-sur-Mer.

Date du début de l'affaire : 10 juin 2003, émission diffusée le 16 janvier.
- 48 - L'affaire Ghislaine Leclerc : une dirigeante d'une petite entreprise de cartes postales de 57 ans est abattue de quatre balles, dans la chambre, dans sa maison à Volesvres.

Date du début de l'affaire : 27 août 2010, émission diffusée le 23 janvier.
- 49 - L'affaire Céline Giboire : une lycéenne de 16 ans est trouvée morte et violée en contrebas d'une falaise surplombée par le parc des Corbières à Saint-Malo.

Date du début de l'affaire : 27 février 2012, émission diffusée le 30 janvier.
- 50 - L'affaire Grégory Mercier : un libraire de 34 ans est frappé et abattu de deux balles dans la tête sur un lieu de rencontre homosexuel à Étrembières.

Date du début de l'affaire : 6 août 2011, émission diffusée le 6 février.

### Saison 9 (février et mars 2021)
- 51 - L'affaire Cécile Vallin : Une lycéenne de 17 ans disparait au bord d'une route à Saint-Jean-de-Maurienne.

Date du début de l'affaire : 8 juin 1997, émission diffusée le 4 février.
- 52 - L'affaire Véronique Duchesne-Meunier : Une femme de 47 ans disparaît à Saint-Quay-Portrieux. Son corps est trouvé le 9 octobre, flottant près de la pointe de Minard, à 15 km au nord.

Date du début de l'affaire : 6 octobre 2010, émission diffusée le 11 février.
- 53 - L'affaire Christiane Commeau : Une serveuse, dans un boulodrome, de 54 ans disparait dans son parking à Chassieu. Elle est trouvée en février 2005 dans un bois à Niévroz, abattue de deux balles de Fusil 22 Long Rifle dans la tête.

Date du début de l'affaire : 22 octobre 2004, émission diffusée le 25 février.
- 54 - L'affaire Fernando Mourao : Un retraité de 60 ans est abattu de quatre balles dans son salon à Châteaumeillant.

Date du début de l'affaire : 25 mars 2016, émission diffusée le 4 mars.

### Saison 10 (septembre 2022)
- 55 - L'affaire Caroline Marcel : Une mère de famille de 45 ans divorcée est retrouvée dans une rivière à Olivet, étranglée avec son tee-shirt.

Date du début de l'affaire : 22 juin 2008, émission diffusée le 9 septembre.
- 56 - L'affaire Marie-Hélène Audoye : Une représentante en produits pharmaceutiques de 22 ans partie pour une tournée des Alpes-Maritimes aux Hautes-Alpes disparait.

Date du début de l'affaire : 21 mai 1991, émission diffusée le 16 septembre.
- 57 - L'affaire Gérald Thomassin : Un acteur de cinéma déchu mis en examen pour le meurtre d'une postière à Montréal-la-Cluse de 41 ans, enceinte de cinq mois, poignardée de 28 coups de couteau, disparaît.

Date du début de l'affaire : 26 août 2019, émission diffusée le 23 septembre.
- 58 - L'affaire Marie-Claire Bégo : 38 ans, suivant une formation professionnelle, elle disparait. Elle est retrouvée le 27 octobre 1991 dévêtue, bâillonnée, ligotée, violée, étranglée et partiellement calcinée au bord de la Loire à Imphy.

Date du début de l'affaire : 25 octobre 1991, émission diffusée le 30 septembre.

### Saison 11 (janvier 2023)
- 59 - L'affaire Julie Michel : 26 ans, disparaît lors d'un trajet en voiture dans le Sud-Ouest de la France. Son véhicule est retrouvé à Massat, soit à 300 km de son lieu de destination.

Date du début de l'affaire : juillet 2013, émission diffusée le 5 janvier.
- 60 - L'affaire Thierry Chauvineau : près de Bourges, le corps sans vie de Thierry Chauvineau, propriétaire connu de bars et restaurants de la région, est découvert par sa compagne dans leur chambre à coucher. Il a été tué de plusieurs balles de pistolet et son coffre-fort a été vidé.

Date du début de l'affaire : juillet 2008, émission diffusée le 12 janvier.
- 61 - L'affaire Bandjougou Diawara : son corps sans vie est retrouvé près de sa voiture à Noisy-le-Grand. Il était agent immobilier et avait été emprisonné à plusieurs reprises pour trafic de stupéfiants.

Date du début de l'affaire : décembre 2010, émission diffusée le 19 janvier.
- 62 - L'affaire Ludovic Janvier : dans la banlieue de Grenoble, Ludovic Janvier, 6 ans, est enlevé par un individu sous les yeux de son frère Jérôme, 7 ans.

Date du début de l'affaire : mars 1983, émission diffusée le 26 janvier.